# Stade John Girardin
O Stade John Girardin é o principal estádio de futebol de São Pedro e Miquelão, território ultramarino da França que fica próximo à província de Terra Nova e Labrador, na costa leste do Canadá.
Possui capacidade para 1.400 torcedores, e é utilizado pelo AS Ilienne Amateurs, clube mais vencedor do do território, além da Seleção de São Pedro e Miquelão.